# Diergaarde Blijdorp
Diergaarde Blijdorp ook wel bekend als de Rotterdamse Diergaarde, is een dierentuin in de Nederlandse stad Rotterdam. De dierentuin wordt beheerd door de Stichting Koninklijke Diergaarde Rotterdam en is een van de oudste dierentuinen van Nederland.

## Geschiedenis

### 1855-1940

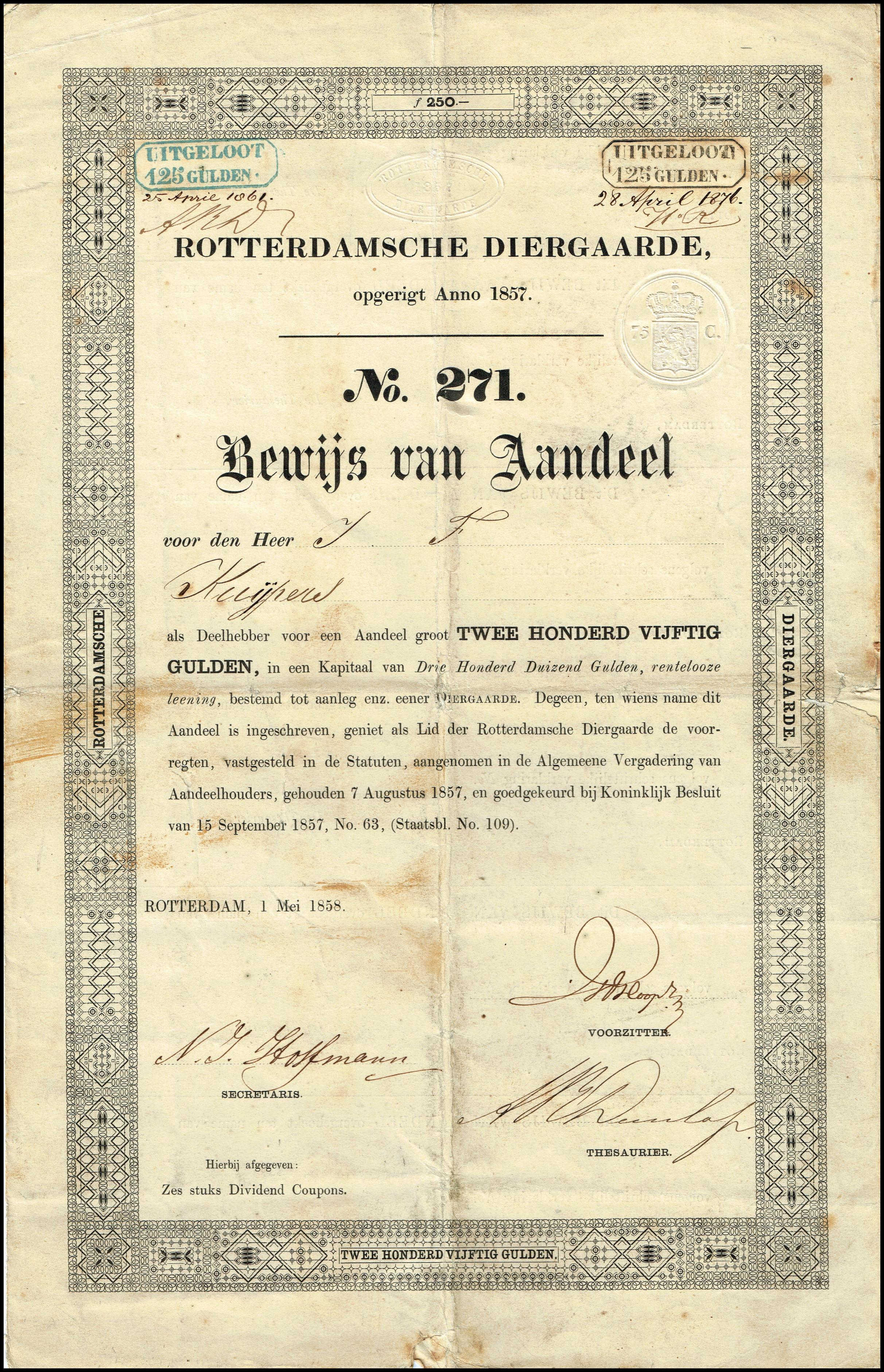
Bewijs van Aandeel van de Rotterdamsche Diergaarde van 1 mei 1858

In 1855 werd in de Rotterdamse binnenstad, bij de Kruiskade, een tuin ingericht voor fazanten en watervogels. De vogeltuin was eigendom van de spoorwegbeambten F. van der Valk en G.M. van den Bergh. Het werd een succes en op 18 mei 1857 werd als vervolg de Rotterdamsche Diergaarde geopend. De eerste directeur was de dompteur Henri Martin. Het zelfde jaar werd de 'Vereniging Rotterdamsche Diergaarde' opgericht. Alleen leden van de vereniging, vooraanstaande burgers, mochten de dierentuin bezoeken. Later mochten Rotterdamse niet-leden gedurende enkele dagen in augustus eveneens de diergaarde in, maar wel via een aparte ingang. De dierexpositie was gedurende de eerste halve eeuw van zijn bestaan een groot succes en groeide meer en meer. Vooral de opvolger van Martin, de dierkundige A. A. van Bemmelen richtte vanaf zijn benoeming in 1866 de dierentuin in met ruime verblijven die er min of meer natuurlijk uitzagen. In plaats van kooien met tralies liet hij ruimten aanleggen waarin de dieren vrij konden bewegen. Beroemd werd de kunstmatige rotspartij met onder andere jaks en moeflons en een volière van 50 bij 24 bij 9 meter met steltlopers, reigers en gieren. Hij voerde ook een goed personeelsbeleid en stichtte een pensioenfonds voor het personeel. Hij bleef directeur tot aan zijn overlijden in 1897.
In 1924 raakte de dierentuin in financiële problemen. De negentiende-eeuwse wijze van dieren tentoonstellen raakte met de komst van de Hagenbeckstijl uit de mode, en met het drukker wordende verkeer had de gemeente de locatie op het oog om een weg aan te leggen tussen het Hofplein en Spangen, Tussendijken en Blijdorp. Ook werd de grond van de binnenstad veel te duur. De dierentuin probeerde het tij te keren door lidmaatschap goedkoper te maken, tentoonstellingen en kermissen te organiseren op het terrein en verlichting aan te brengen, zodat de dierentuin ook 's avonds te bezoeken was.
In 1932 werd er besloten om de dierentuin te reorganiseren. Eerst werd er besloten om vaker niet-leden toe te laten en het lidmaatschap aantrekkelijker te maken, maar het mocht niet baten. In 1937 werd er besloten om de dierentuin te verhuizen naar een nieuwe locatie. De dierentuin ruilde grond met de gemeente: de gemeente kreeg een deel van de oude diergaarde gratis, de rest moesten ze betalen. In ruil daarvoor werd de dierentuin eigenaar van twee derde van een nieuwe 13 hectare grote locatie in de wijk Blijdorp, terwijl over een derde van de nieuwe locatie pacht van één gulden moest worden betaald. Met financiële hulp van de Stichting Volkskracht werd een nieuwe dierentuin gefinancierd. De Volkskracht stelde echter een voorwaarde: voortaan moest de dierentuin voor iedereen toegankelijk zijn. Op 26 oktober 1938 werd de Vereniging opgeheven, en de Stichting Rotterdamsche Diergaarde opgericht.

### De dierentuin van 1940
In 1940, aan het begin van de Tweede Wereldoorlog, werd de oude dierentuin op 12 mei zwaar beschadigd door bommen, twee dagen voor het grote bombardement op Rotterdam op 14 mei. Bij het grote bombardement werd de dierentuin niet getroffen. De dierentuin was toen al grotendeels verplaatst naar de huidige locatie. Tussen 1939 en 1941 werd er gebouwd op een locatie liggend tussen de spoorlijn Utrecht - Rotterdam en de Van Aerssenlaan. Bij het bombardement kwamen veel dieren om, terwijl een paar andere ontsnapten. Zo liep er een zebra door een winkelstraat en enkele zeeleeuwen zwommen in de singels van de stad.
Het ontwerp van de nieuwe dierentuin is van Sybold van Ravesteyn, waarbij traliewerk en hekken zo veel mogelijk zijn vermeden en vervangen door greppels en grachten. De verwarmde binnenverblijven en ruime leefweiden waren toentertijd uniek in de wereld.
Op 7 juli 1940 werd het noordelijk gedeelte geopend en in december was de nieuwe diergaarde geheel open. Van Ravesteyn had de dierentuin zo ontworpen dat er een symmetrieas door het park liep, waarop de betonnen gebouwen lagen: de Rivièrahal, de 47 meter hoge uitkijktoren, het roofdiergebouw, de grote vijver en het theehuis. Aan weerszijden van deze as lagen grote weiden voor hoefdieren als bizons en zebra's.

### 1940-2000

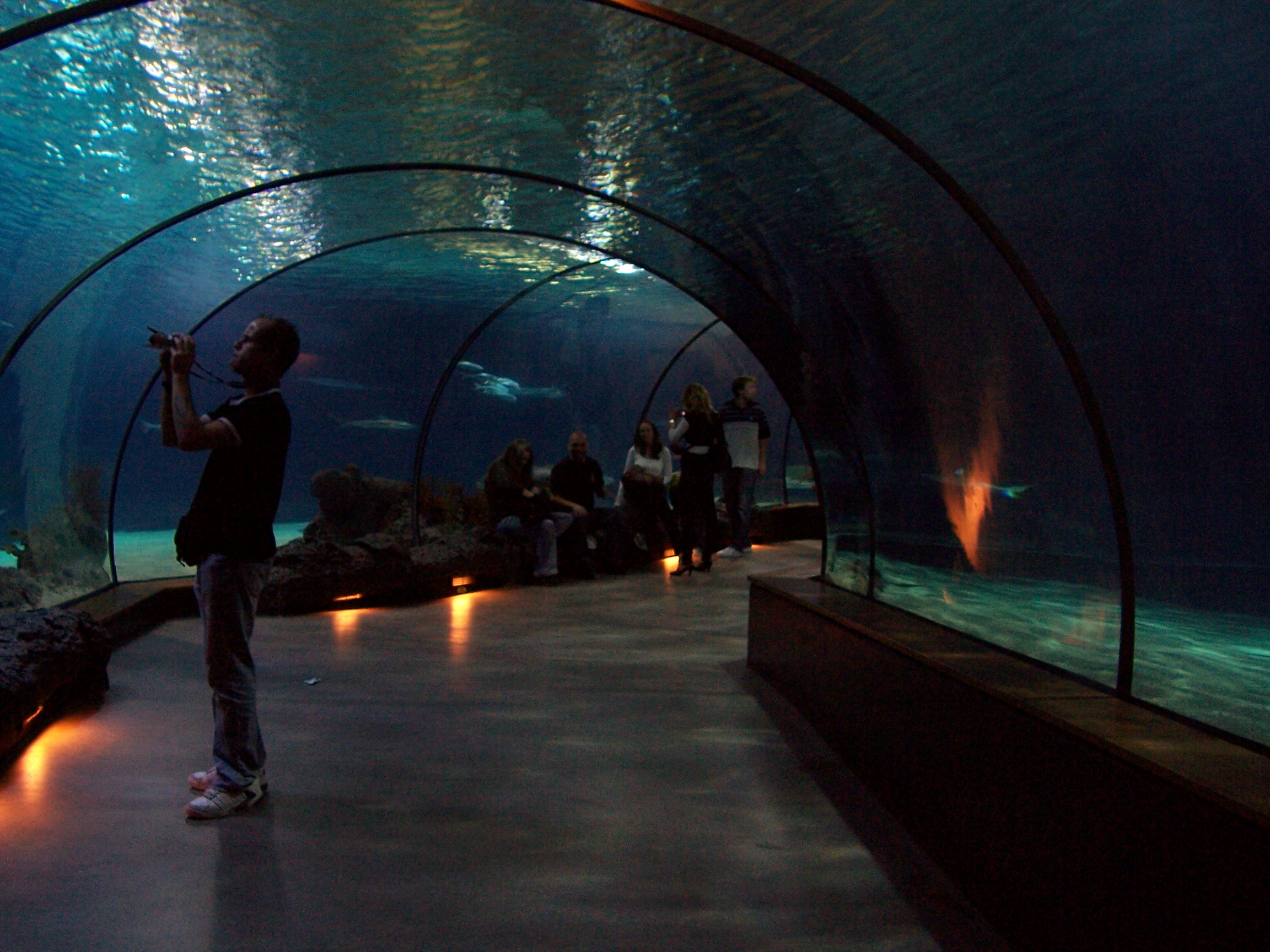
Het Oceanium

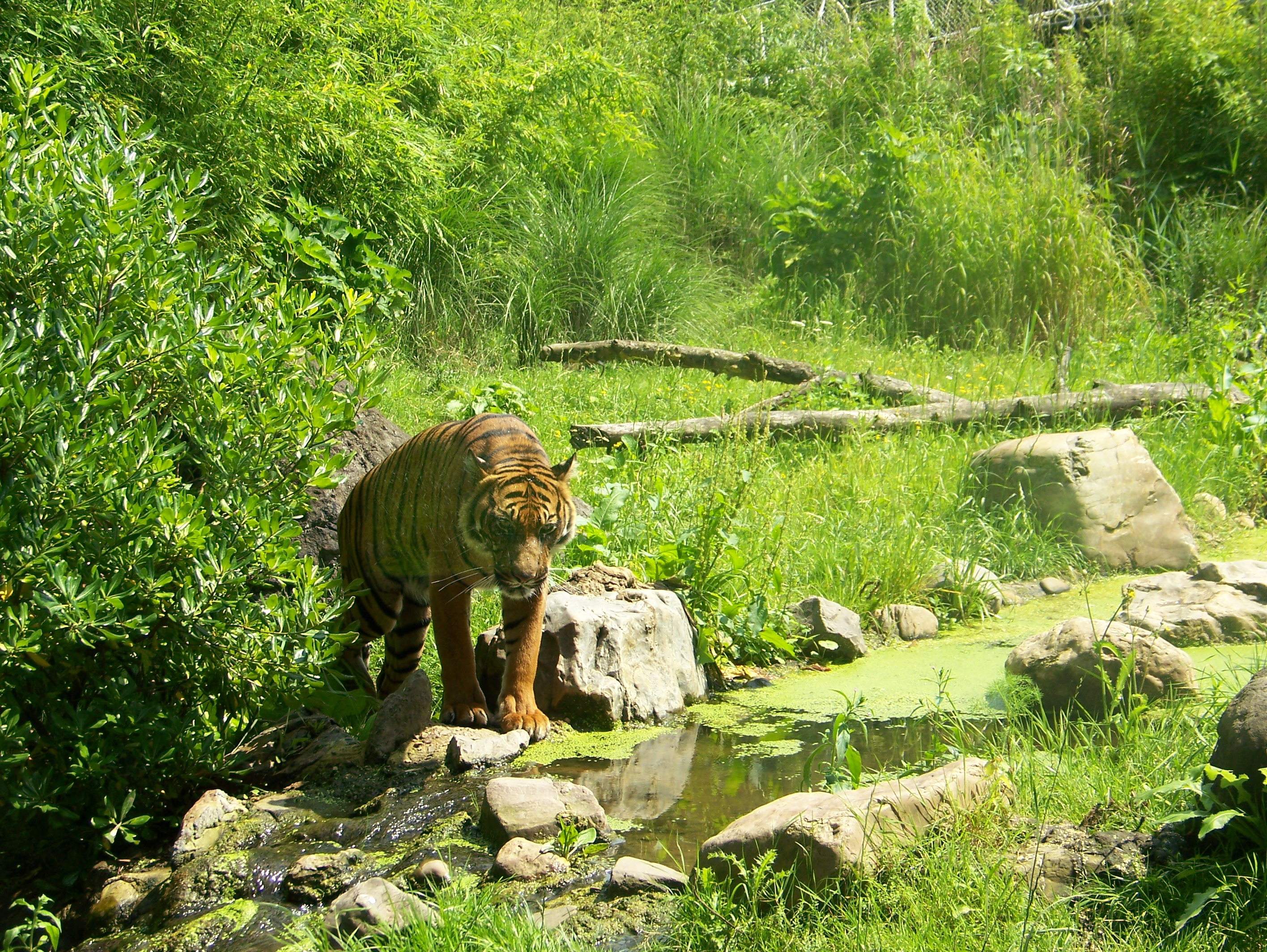
Verblijf Sumatraanse tijgers

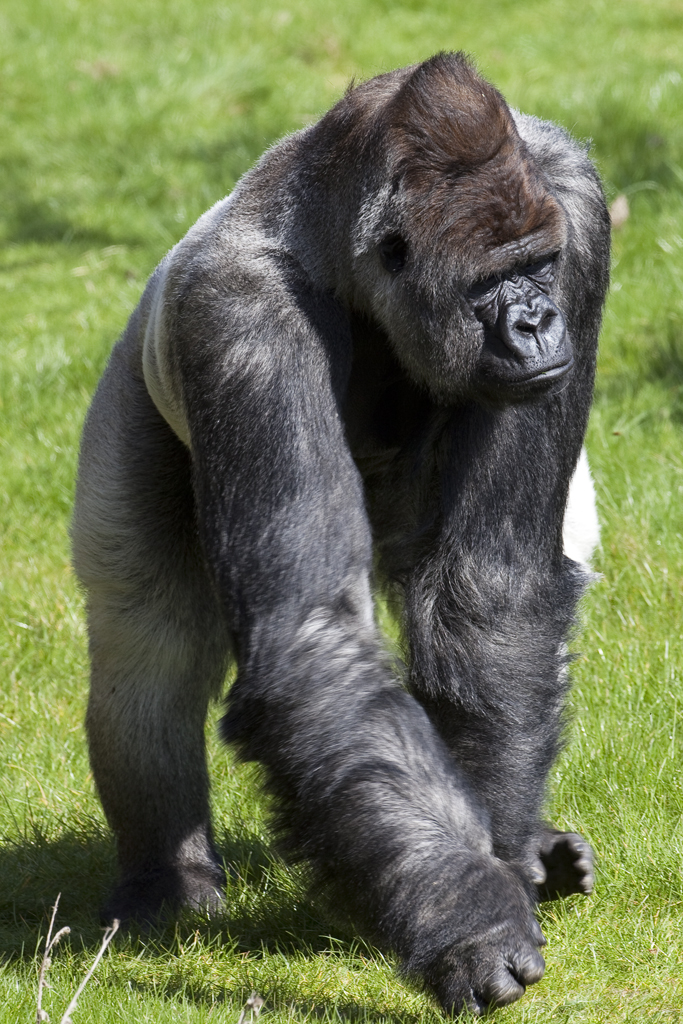
Bokito in zijn buitenverblijf

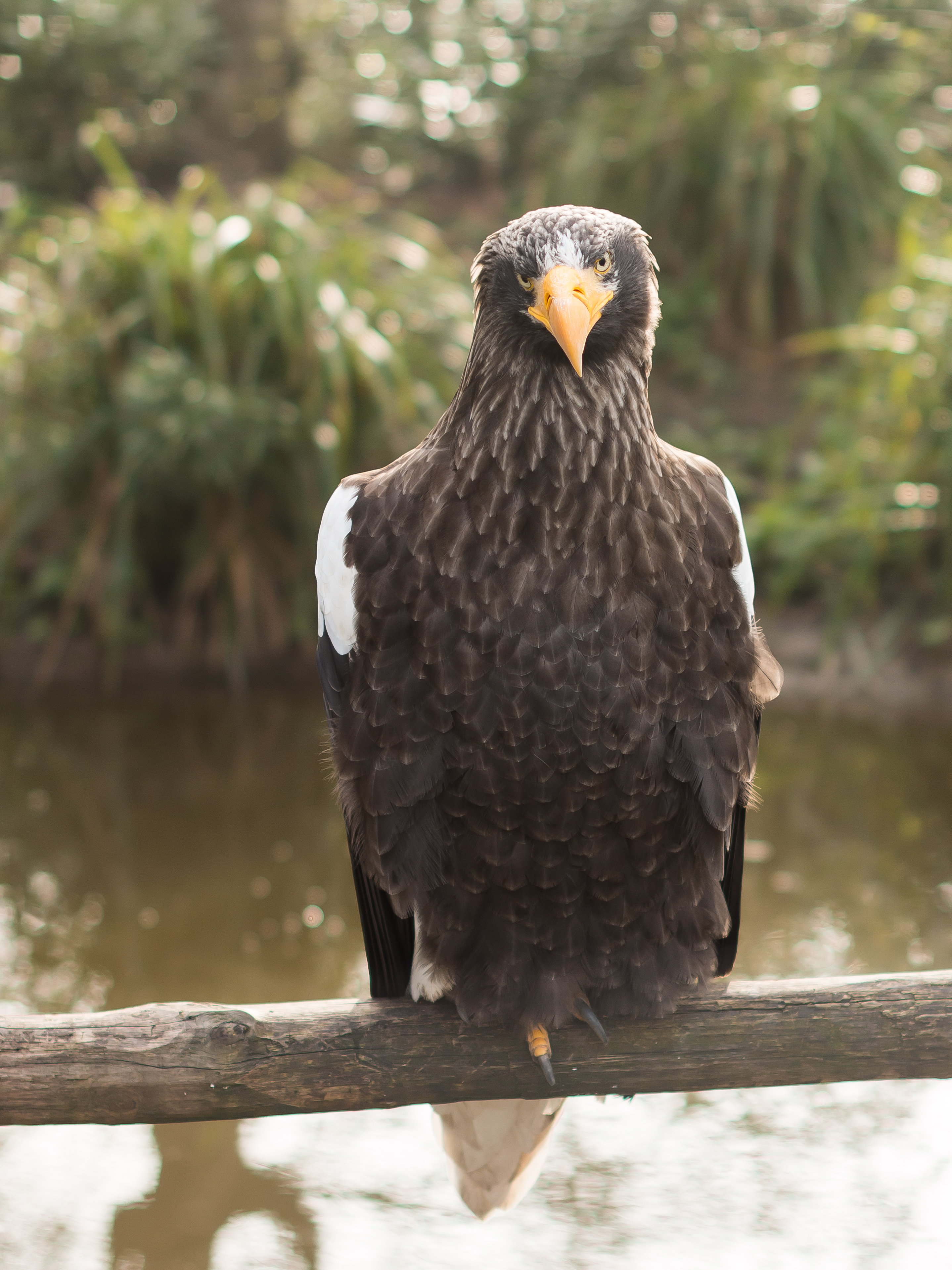
Stellers zeearend

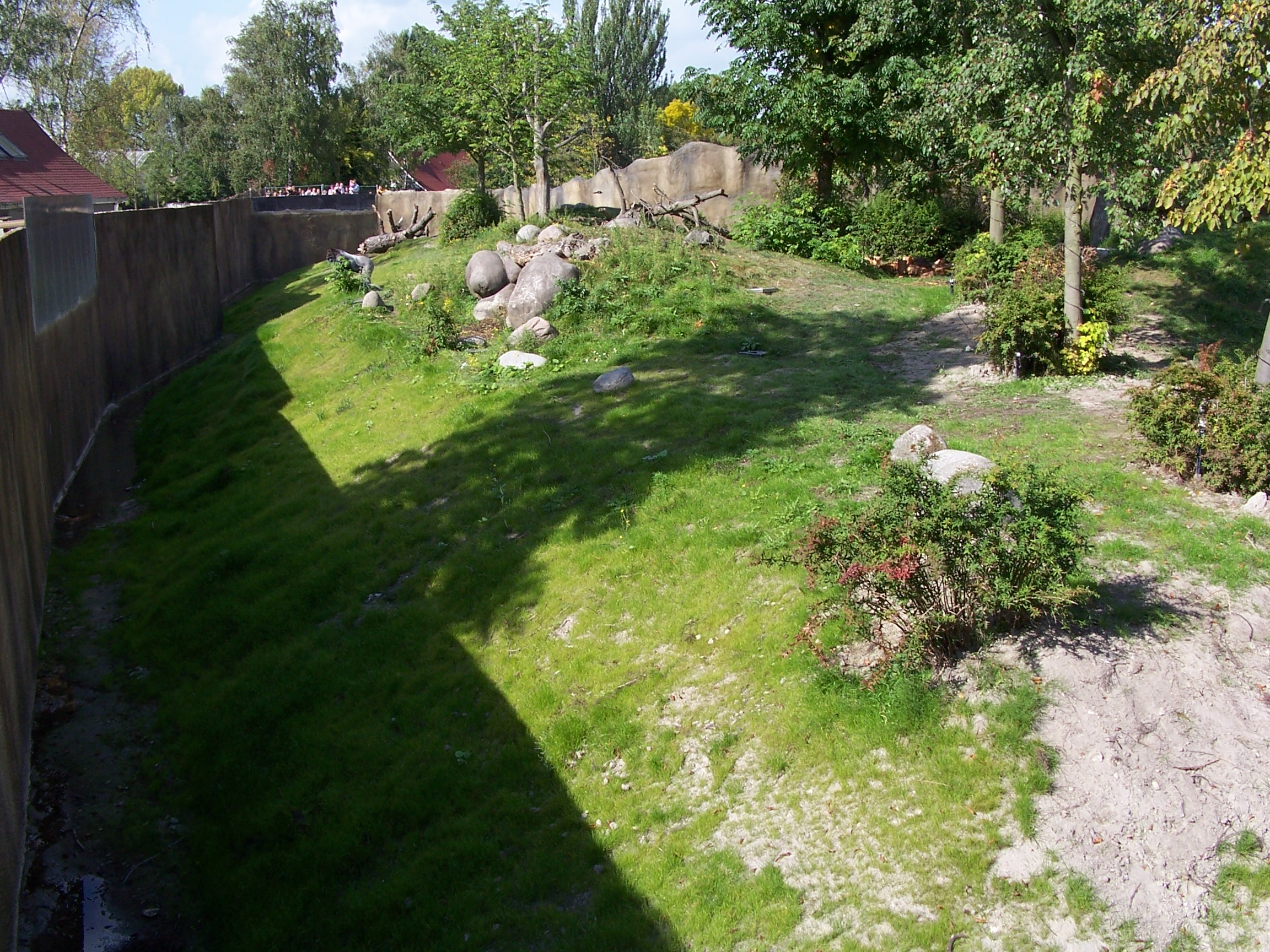
Het buitenverblijf voor gorilla's

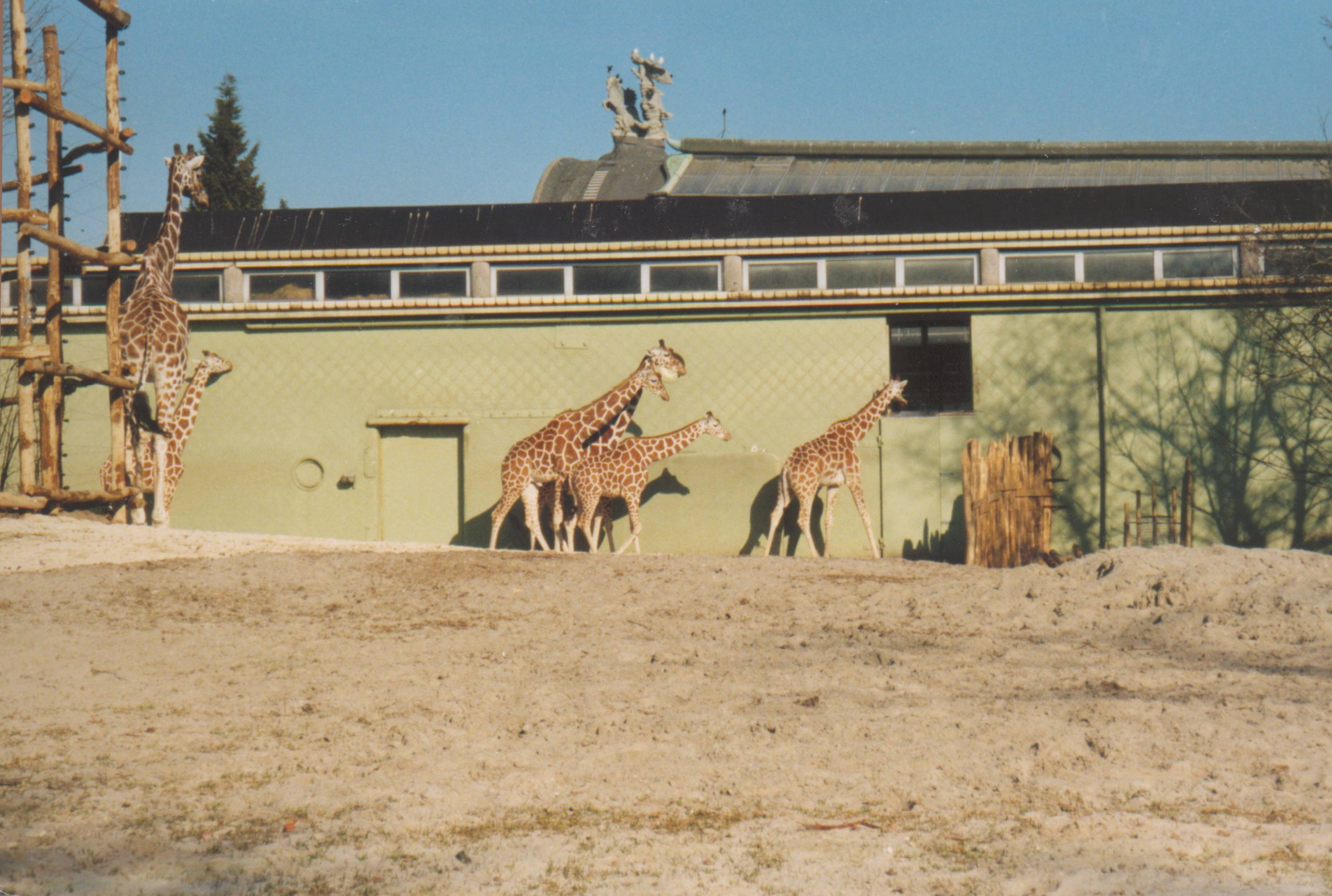
Het voormalige giraffenverblijf

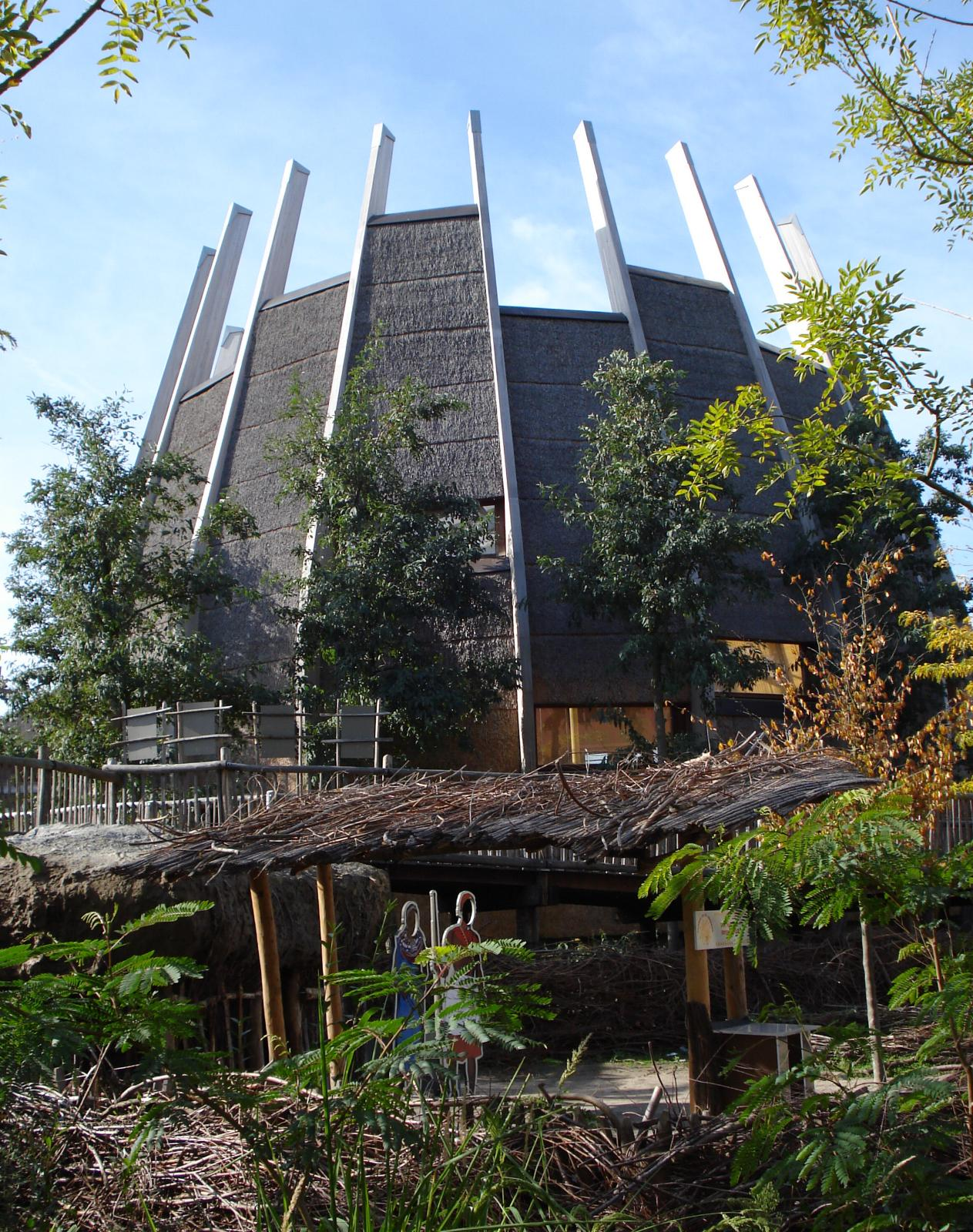
Het huidige giraffenhuis

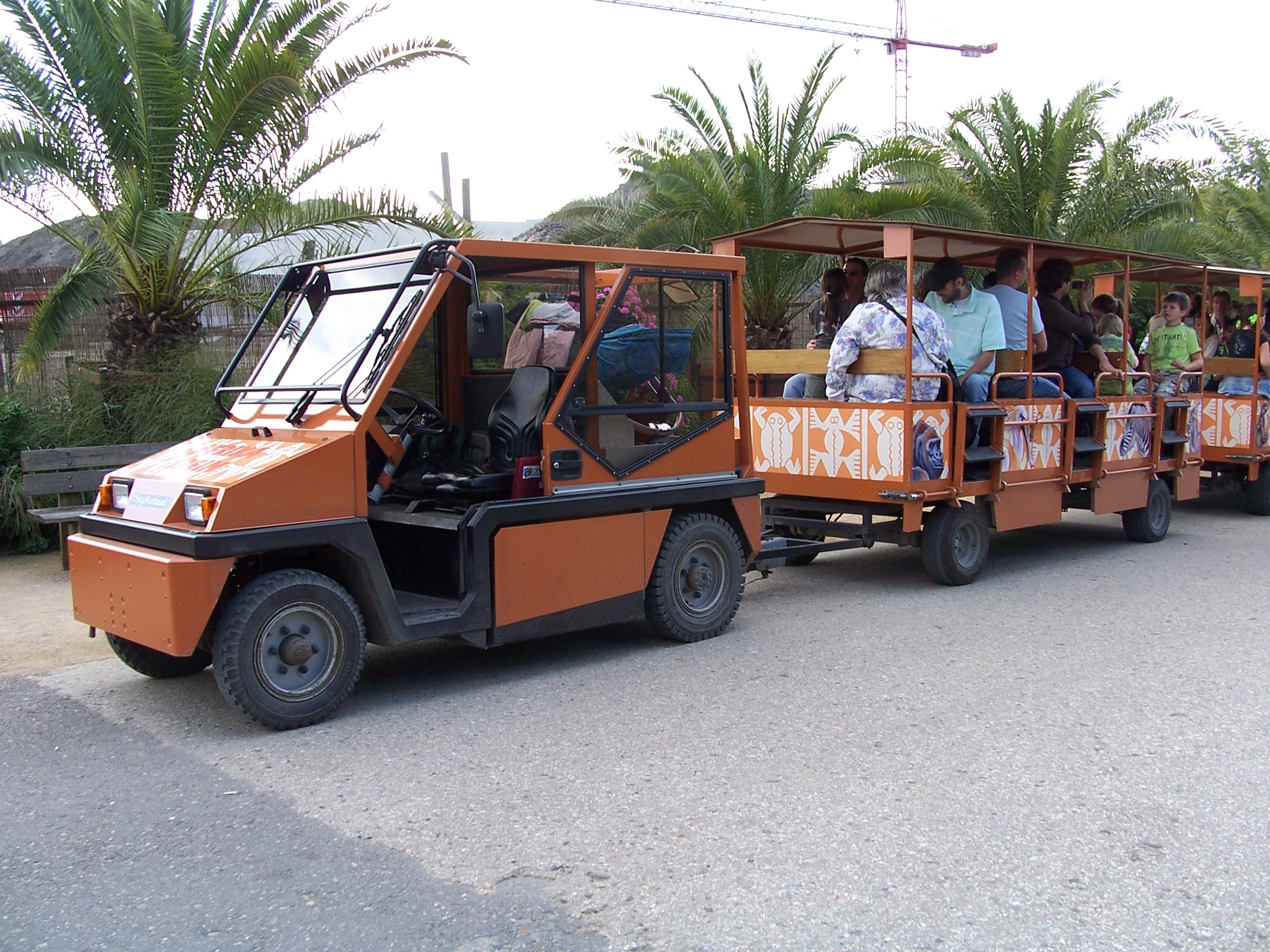
Treintje waarmee bezoekers door het park werden gereden

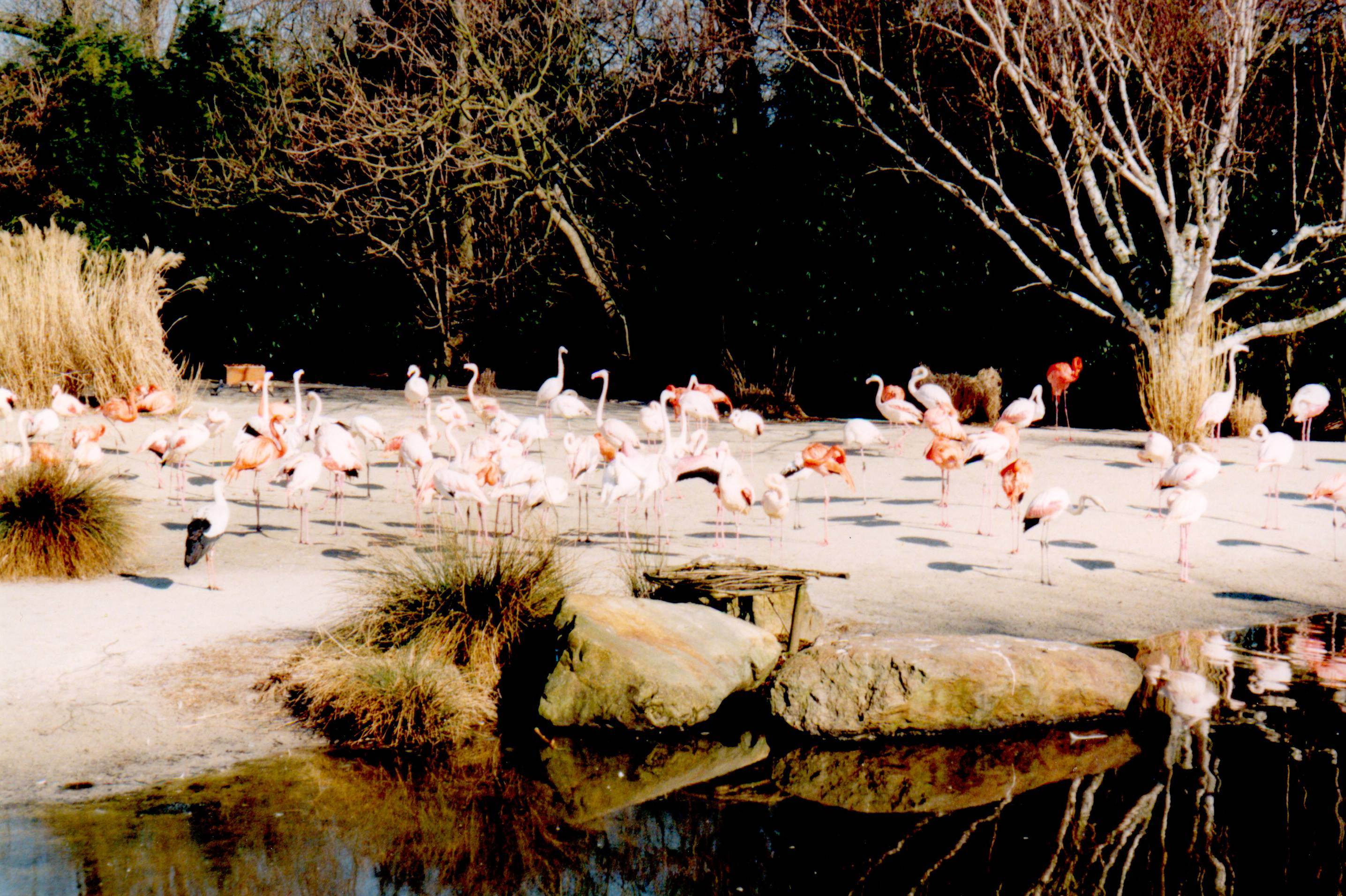
Het huidige flamingoverblijf

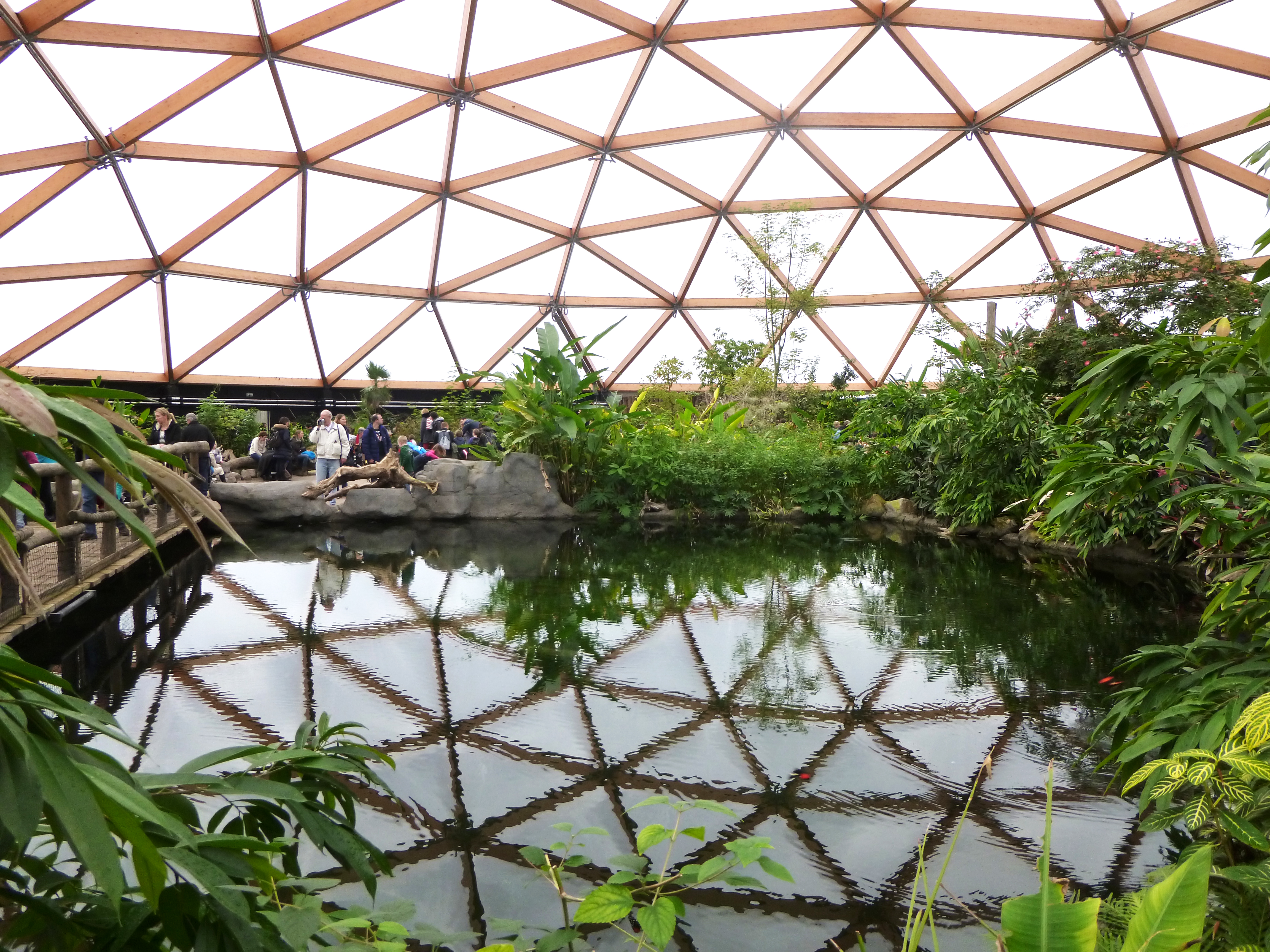
Tropische vlindertuin Amazonica

Ter gelegenheid van het 100-jarige jubileum in 1957 werden tegels met gestileerde dierenfiguren vervaardigd door Groeneveldts aardewerkfabriek. In dit jubileumjaar werd ook het predicaat Koninklijk verleend en werd de naam gewijzigd in Stichting Koninklijke Rotterdamse Diergaarde. In 1963 werd de Vereniging Vrienden van Blijdorp opgericht. Deze vereniging ondersteunt de diergaarde financieel, waardoor onder andere in 1965 het Henri-Martinhuis kon worden gebouwd, een gebouw voor kleine apen en nachtdieren. In 1972 werd de markante uitkijktoren wegens bouwvalligheid afgebroken. In 1984 werd in Blijdorp het eerste olifantje geboren, een Aziatische olifant met de naam Bernhardine, vernoemd naar Prins Bernhard. Bernhardine is voor zover bekend de eerste olifant die werd geboren in een Nederlandse dierentuin. Inmiddels zijn er zo'n tien olifanten geboren in Blijdorp.
In 1988 kwam Blijdorp met een masterplan, dat de hele dierentuin heeft veranderd. Volgens het masterplan worden dieren per werelddeel geordend, in natuurlijk ogende biotopen. Daarbij worden niet alleen dieren, maar ook planten en culturele elementen uit het nagebootste biotoop getoond. De eerste jaren stonden deze aanpassingen in het teken van Azië. Zo werd in de lente van 1991 de vleermuisgrot geopend, waar bezoekers vrij tussen honderden vliegende roezetvleermuizen konden lopen. In 1992 werd de wolvenvallei geopend, het eerste nieuwe verblijf voor Europese dieren, een groot bosrijk verblijf waar een roedel wolven wordt gehouden.
In 1994 volgde Taman Indah, het grote verblijf voor onder meer Aziatische olifanten, Indische neushoorns en Maleise tapirs. In 1999 werd het Afrikaanse Gorilla-eiland geopend en in 2000 volgde het Oceanium. Het Oceanium werd gebouwd op een 11 hectare grote uitbreiding van de dierentuin aan de andere kant van de spoorlijn naar Utrecht. De totale oppervlakte van de dierentuin is nu ongeveer 28 hectare.

### 2000-2010
In 2005 is de speeltuin Oewanja kinderjungle geopend, in hetzelfde jaar kwam er een nieuw verblijf voor de Sumatraanse tijgers. Het is verdeeld in twee delen, gescheiden door een bezoekerstunnel. Ook is dat jaar een begin gemaakt met de Afrikaanse savanne, met onder andere een weide voor de zebra's en struisvogels en nieuwe verblijven voor onder andere vosmangoesten, Afrikaanse maraboes en wevervogels. In 2006 opende de Oewanja Lodge, een nieuw restaurant voor bezoekers, gelegen naast de Oewanja speeltuin.

#### Ontsnapping Bokito
Ter gelegenheid van het 150-jarige jubileum onthulde koningin Beatrix op 24 april 2007 bij de oude ingang een kunstwerk, dat gemaakt werd door Marcelle van Bemmel, dochter van voormalig directeur A.C.V. van Bemmel. Op 18 mei 2007, exact 150 jaar na de opening van de dierentuin, ontsnapte de mannetjesgorilla Bokito uit zijn verblijf. Hij was agressief en verwondde een vaste bezoekster die al gedurende langere tijd regelmatig contact had gezocht met de mensaap, tevens bracht hij vernielingen aan in het restaurant. Drie mensen raakten in de paniek die ontstond lichtgewond. Uiteindelijk wist men de gorilla in te sluiten, te verdoven en weer op te sluiten. De hele dierentuin moest vanwege dit incident worden ontruimd. Inmiddels is het verblijf verbouwd en beveiligd met een vijf meter hoge rotsmuur. De gorillagroep kon vanwege de gebeurtenis drie maanden niet naar buiten. Voor de maatregelen die genomen zijn bedacht men de term "Bokitoproof". Dit woord werd in 2007 verkozen tot Woord van het jaar.
In 2007 opende de dierentuin een weide- en trekvogelvolière. Deze bestaat uit twee delen. In het eerste deel zitten allerlei ook in Nederland voorkomende weidevogels als kieviten, grutto's en kemphanen, in het tweede deel woonden verscheidene Zuid-Europese vogels als Europese bijeneters en lepelaars. Dat jaar zijn ook een volière voor rode ibissen en ara's, twee aquaria voor Pacifische octopussen in het Oceanium, een buitenverblijf voor Chinese alligators en een nieuw verblijf voor de zuidelijke poedoes aangelegd. Geplande nieuwe verblijven voor de netgiraffen, nijlkrokodillen en ijsberen moesten worden uitgesteld doordat aanpassingen aan het gorilla-eiland prioriteit kregen.
Sinds 2007 werd er dagelijks een 'Vrije Vlucht Voorstelling' gegeven. Hiervoor heeft men ruim twintig vogelsoorten afgericht. In de covid-periode werden deze voorstellingen gestaakt. In 2022 werd er bevestigd dat deze voorstelling definitief niet meer terugkomt. In 2024 werd de vogelarena heropend, toen onder de naam 'het NatuurPodium', om voorstellingen te geven van twee personages van een geanimeerd kinderprogramma: Bing en Flop.
In 2008 zijn de ijsberen teruggekeerd in het nieuwe Noordpoolgebied Arctica. Er zijn ook verblijven toegevoegd voor poolvossen, sneeuwuilen en lemmingen. Ook is dat jaar de "Krokodillenrivier" geopend, een savannekas die de overgang vormt tussen de trekvolière en het toen nog niet voltooide giraffenverblijf. Naast Nijlkrokodillen worden hier verscheidene savannebewoners gehouden, waaronder karmijnrode bijeneters rotsklipdassen, stekelvarkens en treksprinkhanen. Ook twee pantserkrokodillen hebben er een eigen verblijf gekregen.
In 2009 werd het nieuwe giraffenverblijf in gebruik genomen. De giraffen hebben de beschikking over een groot rond binnenverblijf, dat door zijn opmerkelijke vorm "De Ui" genoemd wordt. Het buitenverblijf delen zij met grote koedoes en wordt door een water gescheiden van het verblijf van de zebra's en struisvogels. Vanaf de Ui, langs het buitenverblijf van de giraffen, loopt een lange houten loopbrug, waarlangs een levensgrote replica van een baobab is geplaatst. In de kroon van de baobab bevindt zich een uitzichtpunt over de savanne. De voet van de baobab is tevens het binnenverblijf van de gevlekte hyena's, die een verblijf westelijk van de loopbrug hebben.

### 2010-heden
In 2010 is het Afrikagedeelte uitgebreid met een nieuw verblijf voor servals en een rotsachtig binnenverblijf voor franjeapen. Er kwam ook een nieuwe gierenvolière, hierin leefden in het jaar van opening de maraboe, grijze kroonkraan, witruggier, oorgier, kapgier en de zuidelijke hoornraaf. Het is mogelijk hier op een giersimulator plaats te nemen waarbij men het gevoel ondergaat te vliegen als een gier.
In 2011 is Arctica opnieuw vormgegeven, na ontsnapping van de poolvossen en sneeuwuilen. Er kwam een nieuw verblijf voor wasberen bij en een door de vereniging Vrienden van Blijdorp geschonken verblijf voor stellers zeearenden. Ook werd dat jaar begonnen met de renovatie van het Aziëdeel en nieuwe verblijven voor wevervogels, parelhoenders (die later weer uit de volière vertrokken) en Afrikaanse grondeekhoorns in het Afrikaanse gedeelte van de Diergaarde. Tevens werden een doorloopverblijf voor moeraswallaby's en een verblijf voor zandwallaby's gebouwd.
In 2012 is het Aziëhuis vernieuwd. Na deze renovatie zijn in het Aziëgedeelte van de dierentuin ook reptielen, vogels en zoogdieren te zien. De publiekstoegankelijke binnenverblijven van het Prins-Alfredhert en het Visayawrattenzwijn moesten daarvoor wijken. Onder de soorten die in het Aziëhuis te zien zijn is de komodovaraan en het zeldzame balabacdwerghert dat in slechts een handvol Europese dierentuinen wordt gehouden. Nieuw zijn de Indische nimmerzatten en een Maleise nimmerzat (intussen gestorven) in de Aziatische moerasvolière. De klipspringer stierf in 2012 in de "Krokodillenrivier".
In 2013 is de vlinderkas Amazonica geopend, op dat moment de grootste vlinderkas van Europa. Naast vlinders zijn er ook reptielen te vinden die voorkomen in het Amazonegebied, zoals de zeldzame arrauschildpad, de matamata en de dwerganaconda. Vissen zijn ook vertegenwoordigd; in een bassin van ruim 150 vierkante meter kunnen de zwarte pacu, de arapaima en de roodstaartmeerval worden gezien en in een kleiner bassin de piranha.
In 2014 overleed de spitssnuitkrokodil Matata. Met een geschatte leeftijd van 100 jaar was Matata de oudste bewoonster van Blijdorp. In 1929 werd ze samen met Hakuna, na het overlijden van Matata de oudste krokodil in de dierentuin, als volgroeid exemplaar gekocht. Hakuna overleed in 2015. Hij werd zeker 85 jaar oud.
In 2015 werd er voor de okapi's op de plaats van de oude weidevogelvolière en vlinderkas een gloednieuwe Congo-biotoop geopend. Dit project werd mede mogelijk gemaakt door de stichting Vrienden van Blijdorp. Het heeft het grootste binnenverblijf voor okapi's ter wereld. Ook werd een nieuw verblijf voor de rode panda's en kuifherten gebouwd.
In 2016 werd het eerste gedeelte van project Oceanium 2.0 grotendeels opgeleverd. Het betreft een reeks aquaria die vormgegeven zijn als het Groot Barrièrerif. De restauratie van de monumentale stal voor grote koedoe's en penseelzwijnen werd ook afgerond. Tegelijkertijd werd het laatste onderdeel van 'Hart van Afrika' gerealiseerd, in de vorm van een uitbreiding van het bestaande penseelzwijnenverblijf. Deze zwijnensoort deelt hun verblijf met bosbuffels. De soorten waren nooit succesvol bij elkaar geïntroduceerd en men hoopte dat met meer ruimte de spanningen minder snel zouden oplopen. Hoewel het in meerdere andere parken een succesvolle combinatie is gebleken, is het anno 2018 nog steeds niet gelukt om de 2 soorten succesvol te doen samenleven. Tot kleinere bouwwerkzaamheden horen onder meer uitgebreide baggerbeurten, de opknapbeurt van een gedeelte van de Victoria Serre en nieuwe bepading. In 2016 kroop voor het eerst in een lange tijd een hyacinthara uit het ei en werden er een bongo en een Françoislangoer geboren. Tevens kwamen twee gevlekte hyena's ter wereld, waarvan een niet lang na de geboorte door nog onbekende oorzaken overleed. Ook werden er enkele zeldzame Franse knorvissen en McCords doosschildpadden geboren en arriveerde een nieuw paartje spitssnuitkrokodillen uit Emmen. De stokoude withandgibbons Nico en Saar kregen samen een spuitje, nadat Saar in steeds slechtere gezondheid verkeerde en er geen uitzicht was voor haar partner. Ook de oudste netgiraffe van Europa, Tipsy, liet men vanwege gezondheidsklachten inslapen.
In 2018 opende het geladaverblijf voor de gelada’s (apen uit Ethiopië). Tevens is er een doorloopverblijf voor de ringstaartmaki's geopend, een geschenk van de Vereniging Vrienden van Blijdorp. Ook de komst van vier ernstig bedreigde Antilliaanse leguanen, die met het regeringsvliegtuig en premier Rutte meekwamen, was een bijzonder moment.
In september 2023 moest de vlinderkas Amazonica verplicht de deuren sluiten. Het dak bleek niet stevig genoeg te zijn, bij harde wind blijken er scheuren te ontstaan, waardoor vlinders konden ontsnappen. Er was een fout gemaakt bij de keuze van het materiaal voor het dak. Tijdens de sluiting wordt een grondige inspectie gedaan om te kijken of de kas met aanpassing behouden kan worden.
In 2025 krijgt het oceanium Blijdorp een nieuwe expositie over het onderwaterleven bij windmolens. Deze expositie vervangt de laatste scene van het oceanium, wat eerder het kelpwoud was. Over de diersoorten is bekend dat de gevlekte gladde haai zal terugkomen in deze expositie.

#### Directie
- 1961-1969ː dr. Adriaan Cornelis Valentin van Bemmel
- 1970-1988ː ir. Dick van Dam
- 1988-2009ː drs. Anton Huub (Ton) Dorresteyn
- 2009-2016ː ir. M.S.P. (Marc) Damen
- 2016-2017: drs. J.P. (Jaap) de Jong (waarnemend)
- 2017-heden: Erik Zevenbergen

## Bezoekersaantallen
Hieronder volgt een lijst van de bezoekersaantallen van Diergaarde Blijdorp door de jaren heen. Voor lange tijd was Diergaarde Blijdorp de meest bezochte dierentuin van het jaar in Nederland, maar in 2024, was Diergaarde Blijdorp voor het eerst sinds 9 jaar van de troon gestoten door de Safaripark Beekse Bergen als meest bezochte dierentuin van dat jaar in Nederland.
| 2014      | 2015      | 2016      | 2017      | 2018      | 2019      | 2020    | 2021    | 2022      | 2023      | 2024      |
| --------- | --------- | --------- | --------- | --------- | --------- | ------- | ------- | --------- | --------- | --------- |
| 1.400.000 | 1.520.000 | 1.500.000 | 1.460.000 | 1.431.276 | 1.560.000 | 823.000 | 871.000 | 1.448.191 | 1.444.864 | 1.412.295 |

## Diersoorten
Dit overzicht is mogelijk incompleet; u kunt helpen door het uit te breiden.
Hieronder volgt een lijst van diersoorten in Diergaarde Blijdorp.

### African Jungle
Zoogdieren
- Dianameerkat
- Dwergnijlpaard
- Kaapse grondeekhoorn
- Okapi
- Penseelzwijn
- Ringstaartmaki
- Rode bosbuffel
- Steppeslurfhondje
- Stokstaartje
- Westelijke laaglandgorilla
- Witkruinmangabey
- Zwarte neushoorn

Reptielen en amfibiën
- Afrikaanse doornstaartagame
- Afrikaanse sporenschildpad
- Nijlkrokodil
- Pannenkoekschildpad
- Pantserkrokodil

Vissen
- Giraffemeerval
- Mozambique tilapia
- Nijltilapia
- Tijgervis
- Zebratilapia

Vogels
- Boerenzwaluw
- Bruine muisvogel
- Diadeemroodstaart
- Driekleurige glansspreeuw
- Geelkeelfrankolijn
- Grijze bananeneter
- Grijze roodstaart
- Groene toerako
- Grote textorwever
- Hop
- Marmertaling
- Noordelijke karmijnrode bijeneter
- Purperglansspreeuw
- Sneeuwkaptapuit
- Violette toerako
- Zomertortel

Ongewervelden
- Treksprinkhaan

### African Plains
Zoogdieren
- Bongo
- Chapmans zebra
- Dianameerkat
- Dwergmangoest
- Gelada
- Gevlekte hyena
- Grote koedoe
- Mhorrgazelle
- Netgiraffe
- Serval

Vogels
- Afrikaanse maraboe
- Eurafrikaanse zwarte wouw
- Geelkeelfrankolijn
- Hamerkop
- Helmparelhoen
- Noord Afrikaanse struisvogel
- Kapgier
- Rüppells gier
- Secretarisvogel
- Witkopgier
- Witruggier

### Asian Corridors
Zoogdieren
- Aziatische leeuw
- Aziatische olifant
- Kameel
- Maleise tapir
- Manoel
- Zuid-Sumatraanse driekleureekhoorn
- Zwarte kuifmakaak

Reptielen en amfibiën
- Donkere tijgerpython

Vissen
- Clownmesvis
- Clownmodderkruiper
- Gestreepte schuttersvis
- Haaivinbarbeel
- Reuzengoerami
- Siambarbeel

Vogels
- Aziatische bisschopooievaar
- Filipijnse eend
- Gewone jaarvogel
- Indische nimmerzat
- Indische witte ibis
- Kleine zilverreiger
- Mandarijneind
- Mantsjoerijse kraanvogel
- Oude wereld kwak
- Rosse fluiteend
- Witnekkraanvogel

### Caribbean Coast
Zoogdieren
- Cubaanse hutia
- Pinchéaapje

Reptielen en amfibiën
- Cuviers gladvoorhoofdkaaiman
- Galápagosreuzenschildpad
- Helmbasilisk
- Montserratfluitkikker
- Neushoornleguaan

Vissen
- Ballonegelvis
- Driebandanemoonvis
- Geelstaartzeilvindoktersvis
- Koeneusrog
- Markiezinnetje
- Neerkijker
- Picasso-doktersvis
- Rode vlagbaars
- Roodbuikpiranha
- Tienponder
- Zwartgestreepte kopstaander

Vogels
- Ezelspinguïn
- Koningspinguïn

### Duurzame Noordzee
Reptielen en amfibieën
- Groene zeeschildpad

Vissen
- Amerikaanse pijlstaartrog
- Atlantische steur
- Echte karetschildpad
- Glaucostegus cemiculus
- Goudbrasem
- Grote barracuda
- Valse haring
- Haring
- Hondshaai
- Kathaai
- Makreel
- Schol
- Verpleegsterhaai
- Zandbankhaai
- Zeebaars
- Zwartneushaai
- Zwartpunthaai

Vogels
- Drieteenmeeuw
- Eidereend
- Papegaaiduiker
- Zeekoet

### Himalayan Peaks
Zoogdieren
- Indische neushoorn
- Kuifhert
- Rode panda

### Last Resort
Zoogdieren
- Amoerpanter
- Baardaap
- Banteng
- Euraziatische otter
- François' langoer
- Indische antilope
- Javaanse kleine kantjil
- Kuifhert
- Noordelijke slanke lori
- Prins-Alfredhert
- Visaya-wrattenzwijn
- Vissende kat

Reptielen en amfibiën
- Ambystoma dumerilii
- Annam-waterschildpad
- Coloradopad
- Cuora mccordi
- Egyptische landschildpad
- Geelkoplandschildpad
- Gilamonster
- Komodovaraan
- Madagaskar-halsbandleguaan
- Ploegschaarschildpad
- Thaise cobra
- Titicacakikker
- Vuursalamander

Vogels
- Balispreeuw
- Bengaalse oehoe
- Geelkeelgaailijster
- Kroeskoppelikaan
- Ménégauxs lijstergaai
- Palawan pauwfazant
- Pruimkopparkiet
- Rijstvogel
- Roelroel
- Roodoorbuulbuul
- Shamalijster
- Sumatraanse gaailijster

Ongewervelden
- Aziatische reuzenmier

### Natuur Dichtbij
Zoogdieren
- Bosrendier

Vogels
- Baers witoogeend
- Europese flamingo
- Marmertaling
- Noordelijke pijlstaart

### Overige dieren
Zoogdieren
- Amerikaanse bizon
- Californische zeeleeuw
- IJsbeer
- Moeraswallaby
- Poedoe
- Poolvos
- Prairihondje
- Vicuña
- Wasbeer

Vogels
- Nandoe
- Raaf
- Stellers zeearend

### Bekende dieren

#### Bokito (1994-2023)
Gorilla Bokito was een zilverruggorilla die van 2005 tot zijn dood in 2023 verbleef in Diergaarde Blijdorp, hij kwam oorspronkelijk uit de Berlijnse dierentuin Zoologischer Garten. Bokito verkreeg landelijke bekendheid toen hij op 18 mei 2007 ontsnapte en daarbij een bezoekster van de dierentuin zwaar verwondde. De vrouw dacht dat ze een speciale relatie met de aap had, ze bezocht hem daarom vier dagen per week en maakte veelvuldig oogcontact met hem. Dit aanstaren heeft waarschijnlijk geleid tot de aanval. In 2006, 2007, 2009, 2015 en 2022 werden in Diergaarde Blijdorp nakomelingen van Bokito geboren. Bokito overleed onverwachts op 4 april 2023 tijdens zijn narcose. Een aantal dagen eerder ging het niet goed met hem waardoor verzorgers hem wilden onderzoeken. Uit sectie is gebleken dat hij is overleden aan hartfalen.

## Rijksmonument
Blijdorp is een van de weinige dierentuinen die geheel is ontworpen door één architect. In april 2004 zijn Blijdorp en verschillende gebouwen erin opgenomen in het register van rijksmonumenten. Zie de lijst van rijksmonumenten in Diergaarde Blijdorp.

## Doelstellingen
Blijdorp heeft op hun site zes pijlers van succes vermeld. Deze zes pijlers zijn: dierenwelzijn, onderzoek, cultureel erfgoed, duurzaamheid, publiek en educatie.

### Recreatie
Voor recreatieve doeleinden en dagjesmensen is de dierentuin een grote trekpleister. Er komen naar schatting zo'n 1,4 miljoen bezoekers per jaar.
De diergaarde is het gehele jaar geopend, zij het dat 's winters de poorten een uur eerder dicht gaan dan 's zomers. In de herfst de diergaarde bezoeken is een bijzondere belevenis, aangezien het dan voor veel dieren de bronsttijd is.
In het verleden, organiseerde de Diergaarde jaarlijks om meer bezoekers te trekken in de maanden december en januari een 'MidWinterZoo'. Twee maanden lang waren er speciale attracties zoals een winterplein, een 25 meter lange sledebaan en een wintervuur waar verhalen over dieren te beluisteren zijn. Tijdens de kerstdagen is er een ontbijtbuffet. De zomerse tegenhanger hiervoor zijn de ZOOmeravonden die de maand augustus worden georganiseerd.
Echter is het belangrijk om te beseffen dat tegenwoordig de focus niet meer ligt op 'recreatie' door de invoering van het Masterplan 2050, maar eerder op 'educatie' en 'natuurbescherming'.

### Educatie en natuurbescherming

#### Masterplan 2030
Op het vlak van educatie, legde Blijdorp tot 2020 de focus vooral op educatie over soorten binnen het park en op het managen van hun fokprogramma's, maar dit veranderde met de inleiding van het Masterplan 2030. In dit Masterplan werd de focus verschoven naar de instandhouding van de natuur en naar natuurbeschermingsprojecten. Volgens het Masterplan, zou 1 miljoen euro per jaar moeten gaan naar deze natuurbeschermingsprojecten. Diergaarde Blijdorp hoopte dit te bekostigen door de bezoekersaantallen op te werken naar 2 miljoen per jaar. Echter zien we in de afgelopen jaren een dalende lijn in het aantal bezoekers bij de Diergaarde. Verder staat er in het Masterplan 2030 dat het park niet alleen CO2-neutraal zijn, maar zelfs broeikasgassen wil opnemen om de schade door klimaatverandering in te perken.
Naast deze milieuvriendelijke plannen, stelde Blijdorp ook een plan op van verblijven en gebieden binnen het park die ze wilde aanpakken in de aanloop naar 2030. Op volgorde zoals ze gepresenteerd staan in het Masterplan 2030 zijn deze verblijven en gebieden: het flamingoverblijf, het eilandhoppen. de restauratie van de bergdierenrots, het françois-langoerenverblijf, de restauratie van de Victoriaserre, de eerste fase van de uitbreiding van het olifantenverblijf (en bongostal), het gorillaverblijf, de restauratie van de rivierahal, het mammoetwoud, de tweede fase van de uitbreiding van het olifantenverblijf (en bongostal), het tijgerverblijf, de restauratie van de grote vijver. Anno 2025 zijn alleen de projecten: het flamingoverblijf en de restauratie van de bergdierenrots geslaagd.

#### Masterplan 2050
Naast het Masterplan 2030 kwam Diergaarde Blijdorp in 2023 met een nieuw Masterplan genaamd Masterplan 2050. Het nieuwe motto dat hoort bij dit Masterplan is: Beleven, Berschermen, Blijdorp! In dit nieuwe Masterplan wordt de focus gelegd op tien dier- en plantensoorten die op de Rode Lijst staan, namelijk: de aziatische olifant, het dwergnijlpaard, de rode panda, de rüppells gier, de kroeskoppelikaan, de antilliaanse leguaan, de annam-waterschildpad, de vleet, de doktersvis en de rwanda warmwaterlelie. Hierbij is het doel van Blijdorp om deze dieren in de komende jaren van de Rode Lijst af te helpen.
Aan de hand van deze diersoorten heeft Blijdorp de continentale indeling van het park uit de jaren '90 en '00 aangepast. De nieuwe gebieden zijn de volgende: Natuur Dichtbij (kroeskoppelikaan), African Plains (rüppels gier), Asian Corridors (aziatische olifant), Himalayan Peaks (rode panda), Last Resort (annam-waterschildpad), Duurzame Noordzee (vleet), Caribbean Seas (doktersvis en antilliaanse leguaan) en African Jungle (dwergnijlpaard).
Aan de hand van deze nieuwe indeling zullen ook een aantal diersoorten verdwijnen uit Diergaarde Blijdorp. Zo is in 2023 al aangekondigd dat de gorillagroep uit Blijdorp zal verhuizen. Door de uitbreiding van het olifantenverblijf zullen de kamelen, de kuifmakaken en de kraanvogels het park moeten verlaten, wat het lot van de manoelkatten binnen dit plan wordt is echter nog niet bekend. Daarnaast zullen de wallaby's op den duur ook uit het park verdwijnen. Ook het Californische gedeelte van het Oceanium zal worden aangepast naar een Noordzee gedeelte. Ook lijken in dit plan alle Noord- en Zuid-Amerikaanse dieren te zullen verdwijnen uit Blijdorp, hieronder vallen onder andere: de ijsberen, de bizons, de de prairihondjes, de arenden, de poolvossen, de wasberen, de vicuña's, de vlinders, de nandoes, de ara's en de poedoe's.

#### Overige educatie
Diergaarde Blijdorp wordt veelvuldig gebruikt door de nabijgelegen middelbare scholen ter aanvulling en visualisering van de biologielessen. Ook voor leerlingen van basisscholen zijn er speciale programma's beschikbaar.

### Fokprogramma's
Een van de doelen van de diergaarde is verzamelen van kennis over het in gevangenschap houden van zeldzame exotische dieren. Er wordt bijvoorbeeld onderzoek verricht naar gedrag, voeding, voortplanting en medische zorg. Door deze vergaarde kennis en goede verzorging kunnen de dieren ouder worden, langer gezond blijven en zich voortplanten, zodat zeldzame soorten niet uitsterven maar voor het nageslacht behouden blijven. Blijdorp doet mee aan 70 fokprogramma's en stamboeken, en beheert er ook een aantal. Zo coördineert Blijdorp het EEP (European Endangered species Program) van de Aziatische olifant, de Aziatische leeuw, de Egyptische landschildpad, de Rüppells gier, de kroeskoppelikaan, de vleet, het kortsnuitzeepaardje, het kuifhert en de rode panda. Ook doneert Blijdorp jaarlijks geld aan meerdere natuurbehoudsorganisaties. In recente jaren waren dit onder andere Madagasikara Voakajy, Selamatkan Yaki, Red Panda Network en Stichting STENEPA.

## Katachtigen
Diergaarde Blijdorp bezat jarenlang de grootste collectie katachtigen van Nederland. In het verleden zaten de meeste in de kleine kattenrotonde maar tegenwoordig hebben al deze dieren een eigen plek in de dierentuin.
Diergaarde Blijdorp coördineert sinds 2024 het Europese fokprogramma (EEP) van de Aziatische leeuw.
Katachtigen die in de dierentuin te zien zijn:
- Aziatische leeuw (poort van Azië)
- Sumatraanse tijger (Tijgerkreek)
- Amoerpanter (Amoergebied)
- Vissende kat (Maleise Bosrand)
- Manoel (Mongoolse Steppe)
- Serval (Afrikaanse Savanne)

## Botanische tuin
Diergaarde Blijdorp is ook een botanische tuin. Blijdorp is lid van de Nederlandse Vereniging van Botanische Tuinen en beheert de Nationale Plantencollectie Bromelioideae (een onderfamilie van de familie Bromeliaceae). Deze collectie is in 1982 door de Hortus botanicus Leiden aan de diergaarde geschonken en is te zien in de broeikassen waar ook andere tropische planten als koffieplant, avocado, teakboom en sierplanten te zien zijn. Ook zijn hier vogels en vlinders te zien. Tevens beheert Diergaarde Blijdorp de Nationale Plantencollectie Primula. In de Chinese sfeertuin wordt een aantal Aziatische Primula-soorten getoond. De planten in de kassen zijn voorzien van naambordjes en dit geldt ook voor bijzondere planten die buiten in de diergaarde staan.
In 2019 heeft Diergaarde Blijdorp (als eerste Nederlandse dierentuin) het internationale keurmerk "BGCI Botanic Garden" ontvangen. In 2020 kreeg de bomencollectie van de tuin als eerste in Nederland het keurmerk "ArbNet Arboretum Level II" van diezelfde BGCI.

## Vrienden van Blijdorp
Diergaarde Blijdorp wordt ondersteund door de vereniging Vrienden van Blijdorp, een vereniging die in 1963 is opgericht door drie Rotterdamse journalisten en die inmiddels 5500 leden kent. De vereniging, die een 'vriendenwinkel' heeft in de Diergaarde, heeft de Diergaarde in totaal met ruim 8 miljoen euro ondersteund, hetgeen is aangewend voor de bouw van nieuwe dierenverblijven en in vroeger tijden voor de aankoop van dieren. De belangrijkste verblijven die door de vereniging zijn geschonken zijn het nachtdierenhuis, het verblijf voor de Amoerpanter, het olifantenverblijf, het ijsberenverblijf en de vlinderkas.

## Trivia
In 2021 werd in deze dierentuin het derde seizoen van het tv-programma Het echte leven in de dierentuin opgenomen. Hiermee volgde deze dierentuin het Ouwehands Dierenpark op waar de eerste twee seizoenen van dit programma werden opgenomen. Ook het vijfde seizoen, dat in 2023 werd uitgezonden, werd hier opgenomen.
- Gemeinsame Normdatei: 350475-X
- International Standard Name Identifier: 0000 0001 2187 8662
- Trove: 1290808
- Virtual International Authority File: 153056654

Aeres MBO Barneveld ·
Almere Jungle ·
Animal Farm ·
Apenheul ·
AquaZoo Leeuwarden ·
Aquazoo Leerdam ·
Artis ·
Artisklas Haarlem ·
Berkenhof Tropical Zoo ·
BestZoo ·
Botanische Tuinen Universiteit Utrecht ·
Center Parcs Het Heijderbos ·
Centrum voor Natuur- en Milieu Educatie ·
WaterLand Neeltje Jans ·
DierenPark Amersfoort ·
Dierenpark De Oliemeulen ·
Dierenpark Zie-ZOO ·
Diergaarde Blijdorp ·
DoeZoo Insektenwereld ·
Dolfinarium Harderwijk ·
Ecomare ·
Eindhoven Zoo ·
Faunapark Flakkee ·
Fort Kijkduin ·
GaiaZOO ·
Hof van Eckberge ·
Informatiecentrum De Noordwester ·
Kabouterland ·
Kasteelpark Born ·
Koninklijke Burgers' Zoo ·
Dierenpark Hoenderdaell ·
Muzeeaquarium Delfzijl ·
Natuurcentrum Ameland ·
Ouwehands Dierenpark ·
Pantropica ·
Plaswijckpark ·
Reptielenhuis De Aarde ·
Reptielenzoo Iguana ·
Safaripark Beekse Bergen ·
Sea Life Scheveningen ·
Stichting AAP ·
Stichting Das & Boom ·
Taman Indonesia ·
Texel ZOO ·
Uilen- en Dierenpark De Paay ·
Van Blanckendaell Park ·
Vlinderparadijs Papiliorama ·
Vlinders aan de Vliet ·
Vlindersafari ·
Vlindertuin De Kas ·
Vlindorado ·
Vogelpark Avifauna ·
Vogelpark Ruinen ·
Vogelrevalidatiecentrum Zundert ·
Wereldtuinen Mondo Verde ·
Wildlands Adventure Zoo Emmen ·
Wonderwereld ·
Zee Aquarium Bergen aan Zee ·
ZooParc Overloon ·
Zoo Veldhoven
Opgeheven: Animali Vogel- en dierenpark · Noorder Dierenpark Emmen · Dierenpark Wassenaar · Dierenpark Wissel · Dolfirama · Dolfirado · Dolfirodam · Grottenaquarium Valkenburg · Fazanterie de Rooie Hoeve · Haagse Dierentuin · Kasteeltuinen Arcen · Klant’s Dierentuin · Klein Costa Rica · Labyrinth Boekelo · Omnium Goes Tropisch bos · Papegaaienpark N.O.P. · Passiflorahoeve · Reptielenzoo "SERPO" · Schildpaddencentrum · Stonehenge Wildlife · Tilburgs dierenpark · Tropisch Oosten · Vogel- en wandelpark Abbeweer · Zodiac Zoos